# VfL Germania 1894
Maillots
Le VfL Germania 1894 est un club allemand de football localisé à  Francfort/Main dans la Hesse.
De nos jours, en plus du Football, ce club dispose aussi de sections de Bowling et de Tennis.

## Histoire

### Jusqu’à la 1eGuerre Mondiale
Le Frankfurter FC Germania 1894 fut créé le 26 août 1894 et fut le premier club de la ville de Francfort.

En octobre 1897, le club fut un des fondateurs de la Verbandes Süddeutscher Fußballvereine. Fritz Seidenfaden, membre du Germania fut aussi à la tête d’une organisation locale appelée Frankfurter Association Bund. Cet organisme comprenait aussi les Frankfurter Kickers et le Frankfurter FC Viktoria 1899 (deux clubs qui fusionnèrent en 1911 pour former le Frankfuter FV), le 1. Bockenheimer FC 1899 et le FC Nordend .
En 1900, le Frankfurter FC Germania 1894 fut un des fondateurs de la Féfération allemande de football (DFB).
En 1904, le club fonda aussi une section de Hockey sur glace. Cette même année, le Germania conquit son premier titre, dans la Gau Main (littéralement: région du Main). Le club termina aussi deuxième d’un tournoi international joué à Liège en Belgique.
Le Germania obtint son premier stade personnel en 1906. De 1910 à 1913, l’équipe évolua en Nordkreis-Liga (la plus haute division régionale).
En 1913, le  Frankfurter FC Germania 1894 s’associa avec un cercle gymnique, le Frankfurter Turnverein 1860 afin de d’aider à développer le football.

### Entre les deux Guerres
Dans la période suivante la Première Guerre mondiale, le Germania 1894 se montra fort actif sur le plan international. Le club joua de nombreux matches contre des équipes autrichiennes (Wiener AC), hongroises (MTK Budapest), suisses (Young Boys Berne), ou turques (Galatasaray).
La finale du championnat national 1920, entre le 1. FC Nuremberg et le Spvgg Fürth. Trente mille personnes assistèrent à cette rencontre sur le terrain du Germania 1894.
Au début des années 1920, Germania 1894  joua en Kreisliga Nordmain dont il remporta le titre lors de la saison 1921-1922.
En 1923, le Germania 1894 mit fin à l’association le liant depuis dix ans avec le Frankfurter TV. Les deux clubs restèrent cependant en bons termes. Le Germania continua de se produire sur le terrain du Turn Verein.
En 1933, sur les ordres du régime nazi, le Frankfurter FC Germania 1894 fut contraint de s’unir avec le VfL Sachsenhausen 03 (créé en 1922, par la fusion de trois clubs locaux: 1.FC Sachsenhausen 03, Hellas 07 et Amicitia 1911). Les Nazis mirent un homme à eux à la tête du VfL Germania 1894 ainsi former.
Le VfL ne fit qu’une courte apparition en Gauliga Sud-Ouest / Main-Hesse une des séries créées dès 1933 par le régime hitlérien.

### Depuis 1945
Après la Seconde Guerre mondiale, tous les clubs et associations allemands furent dissous par les Alliés. Toutefois, les clubs purent être rapidement reconstitués. En septembre 1945, le 1FC Germania 1894 Frankfurt fut le premier club de la zone américaine à être relancé.  Le club joua dans la Landesliga Hessen (équivalent D2) avant de redescendre au niveau local. En 1947, le club reprit son appellation de VfL Germania 1894 et recréa diverses sections sportives.
Le club resta longtemps dans les divisions inférieures jusqu’en 1993 où il remonta en Landesliga Hessen-Süd (équivalent D4). Le VfL Germania y resta jusqu’en 1997.

## Palmarès
- Champion de la Kreisliga Nordmain (I): 1922

## Personnalités
- J.K. Roth, membre de ce club fut le premier trésorier de la DFB.
- Fritz Becker, International allemand.
- Fritz Schnürlep

## Sources et liens externes
- (de) Site officiel du VfL Germania 1894